# Blasco Maça
Blasco Maça (?-?) va ser un cavaller aragonès. Els seus orígens familiars són desconeguts. Pertanyia al llinatge dels Maça i era parent de Pero Maça de Sangarrén. Es desconeixen també dades seves sobre matrimoni i descendents.
Recolzà l'abat Ferran d'Aragó conjuntament amb Ximeno Cornel I i Pero d'Ahones per forçaren la fi de la regència del comte Sanç d'Aragó cap al mes de setembre del 1218. Finada la regència, el rei Jaume I d'Aragó inicià el seu regnat de manera efectiva. Va participar en el Setge de Borriana el 1233.